# Shilo Inns
 (novembre 2016).
 (octobre 2018).
Si vous disposez d'ouvrages ou d'articles de référence ou si vous connaissez des sites web de qualité traitant du thème abordé ici, merci de compléter l'article en donnant les références utiles à sa vérifiabilité et en les liant à la section « Notes et références ».
Shilo Inns est un groupe hôtelier américain opérant plus d'une trentaine d'établissements dans l'Ouest des États-Unis, principalement en Oregon et dans l'Idaho. Fondé en 1974, il a son siège dans le comté de Washington, dans l'Oregon.